# Музей на Едгар Алън По (Ричмънд)
Музеят на Едгар Алън По (на английски: The Edgar Allan Poe Museum) е музей, намиращ се в Ричмънд, Вирджиния, посветен на американския писател и поет Едгар Алън По.
Макар По никога да не живее в сградата, тя служи за възпоменание на времето му, прекарано в Ричмънд. Музеят притежава една от най-големите колекции в света на оригинални ръкописи, писма, първи издания на творби на По и лични вещи. Музеят също предлага и поглед върху Ричмънд през XIX в., където По работи и живее. Сградата показва живота и кариерата на писателя като документира неговите постижения чрез картини, реликви и стихове, като се фокусира върху многото му години, прекарани в града.